# سوبر برستيج بيرنود 1959
سوبر برستيج بيرنود 1959 (بالإنجليزية: 1959 Super Prestige Pernod)‏ هو الموسم 1 من سوبر برستيج بيرنود،  بدأ الموسم بسباق باريس-نايس 1959 في 4 مارس 1959،  وانتهى بسباق باريس تورز 1959 في 11 أكتوبر 1959.
فاز بالمركز الأول هنري أنغليد ‏، وبالمركز الثاني روجر ريفيير، وبالمركز الثالث ريك فان لوي، ووبالمركز الثالث نويل فور

## السباقات
| 04 – 14 مارس 1959        | باريس-نيس                                             | Jean Graczyk ‏       | جيرار سان           | Pierino Baffi ‏           |
| 12 أبريل                 | سباق باريس روبيه                                      | نويل فور            | Gilbert Desmet ‏     | مارسيل يانسن             |
| 19 أبريل                 | دراجات بروكسل الكلاسيكية                              | Frans Schoubben ‏    | Willy Vannitsen ‏    | ميغيل بوليت              |
| 3 مايو                   | GP Stan Ockers ‏                                       | رينيه بريفات        |                     |                          |
| 24 مايو                  | Bordeaux–Paris ‏                                       | ليسون بوبيت         | Roger Hassenforder ‏ | Guillaume Van Tongerloo ‏ |
| 01 – 07 يونيو 1959       | سباق دوفين للدراجات                                   | هنري أنغليد ‏        | Raymond Mastrotto ‏  | روجر ريفيير              |
| 25 يونيو – 18 يوليو 1959 | طواف فرنسا                                            | فيديريكو باهامونتيس | هنري أنغليد ‏        | جاك أنكيتيل              |
| 28 يوليو – 05 أغسطس 1959 | Tour de l'Ouest ‏                                      | جوزيف مورفان        | Joseph Wasko ‏       | Pierre Scribante ‏        |
| 14 أغسطس                 | سباق الطريق في بطولة العالم لسباق الدراجات على الطريق | André Darrigade ‏    | Michele Gismondi ‏   | نويل فور                 |
| 20 سبتمبر                | جراند بريكس دي نيشنز                                  | ألدو موسر           | روجر ريفيير         | Alcide Vaucher ‏          |
| 11 أكتوبر                | باريس تورز                                            | ريك فان لوي         | Coen Niesten ‏       | André Noyelle ‏           |

## وصلات خارجية
- سوبر برستيج بيرنود 1959 في موقع Cycling Archives سايكلنج أركايفز